# Cârja, Vaslui
Cârja este o localitate componentă a orașului Murgeni din județul Vaslui, Moldova, România. Se presupune că satul și-a luat această denumire de la boierul cu același nume, Cârjă, care deținea o foarte mare întindere de teren pe actualul teritoriu al satului. Această denumire a dăinuit peste vecuri, iar la ora actuală satul mai strânge sub aripa sa familii cu acest nume.
Azi (2006), localitatea Cârja are un număr de aproximativ 1700 de locuitori, cu o medie a vârstei de 50 ani și este considerată o suburbie a mai noului oraș Murgeni. 
Cârja e recunoscută în județul Vaslui, în special, pentru fermele sale piscicole, care, în prezent, sunt în administrarea unor firme private.
În trecut, localitatea Cârja mai era cunoscută și pentru potențialul natural de care dispunea, prin întinderile de ape, unde se constituia an după an, un adevărat rai al păsărilor acvatice, numărându-se printre acestea: lebede, rațe și gâște sălbatice, rândunele de apă, lișițe, cormorani, egrete, lopătari, berze, pescăruși și pelicani, pe lângă păsările acvatice ale sătenilor: rațe și gâște domestice, în mai multe variante (leșești, canadiene). De asemenea varietatea de pește regăsit până acum câțiva ani în apele Cârjei, atrăgea un număr mare de pescari profesioniști și amatori. Dintre aceste categorii amintim: crapul, crap-carasul, linul, sângerul, plătica, somnul, știuca, bibanul. Întinderea mare de ape, si varietatea vegetației cârjene, constituie un teren propice pentru o gamă largă și de alte viețuitoare, terestre, precum: iepurele, vulpea, mistrețul, șarpele de apă, șopârle (comune și gușteri), vidre, hârciogi, șoareci de câmp, fazanul.